# J'ai encore rêvé d'elle
J'ai encore rêvé d'elle est une chanson du groupe français Il était une fois parue en 1975.

## Historique
Cette chanson est écrite par Richard Dewitte pour la musique et par Serge Koolenn pour les paroles,. Elle est extraite de l'album Ils vécurent heureux paru en 1975 chez Pathé. C'est une chanson de 3 minutes 39 secondes, simple, lyrique et sans refrain,. Elle est interprétée en contre-chant par Joëlle Mogensen qui donne la réplique à Richard Dewitte. Jean Musy participe aux arrangements.
À l'époque, la maison de disques hésite à mettre en avant ce titre au sein de l'album, notamment pour des phrases telles que « Je l'ai rêvé si fort que les draps s'en souviennent », mais la responsable de la programmation musicale à RTL, Monique Le Marcis, les convainc,.
Elle devient rapidement un succès, le disque est vendu à plus d'un million d'exemplaires en quelques semaines,, et compte actuellement de nombreuses versions et rééditions.

## Versions
À ce jour[Quand ?], il existe soixante-cinq versions par vingt-neuf artistes, dont des versions instrumentales et une parodie gestuelle des frères Taloche en 1993.

## Au cinéma
- 2005 : Riviera d'Anne Villacèque - (source : générique)
- 2006 : Camping de Fabien Onteniente[13]
- 2008 : Vilaine de Jean-Patrick Benes et Allan Mauduit
- 2014 : Pas son genre de Lucas Belvaux (source : générique).